# Gil Velazquez
Gilbert Arnulfo Velazquez (né le 17 octobre 1979 à Los Angeles, Californie, États-Unis) est un joueur de champ intérieur des Ligues majeures de baseball. Il est présentement agent libre.

## Carrière
Gil Velazquez est drafté en 14e ronde par les Mets de New York en 1998. Il passe 7 ans dans l'organisation des Mets en ligues mineures et une avec des clubs-écoles des Twins du Minnesota avant d'être mis sous contrat par les Red Sox de Boston en décembre 2007. C'est avec ces derniers qu'il obtient sa première occasion de jouer dans les majeures le 25 septembre 2008. Il réussit son premier coup sûr dans les grandes ligues, bon pour un point produit, le 26 septembre contre le lanceur Alfredo Aceves des Yankees de New York. Velazquez joue 3 parties pour Boston en 2008 et 6 en 2009.
Il poursuit sa carrière qui se déroule principalement dans les ligues mineures. Joueur d'arrêt-court, il peut aussi occuper d'autres positions au champ intérieur. En 2011, il est rappelé des mineures pour 4 parties par les Angels de Los Angeles et réussit 3 coups sûrs en 6 présences au bâton avec un point produit.
Le 18 janvier 2012, il signe un contrat avec les Marlins de Miami. Il dispute 19 matchs pour cette équipe en 2012, frappant pour ,232 de moyenne au bâton avec 2 points produits.